# Mladost v močvirju
Kranjčev roman Mladost v močvirju (Pomurska založba, 1962) obsega 196.589 besed (603 strani) in je iz 22 poglavij.

## Zgodba
V zamočvirjenem Prekmurju so živeli večinoma revni ljudje, med njimi tudi Mihal Kranjec s svojo družino. Vsak dan so trdno delali za svoje preživetje in se komaj prebijali iz dneva v dan, zato sta se oče in Lojz javila za delo na Madžarskem, doma pa so ostali mama, Miško in najmlajši otrok Vanek. Mišku so ponudili delo pastirja krav, kjer ga je pretepal kuštrav deček. Izbruhnila je vojna, Miško je tisto jesen šel prvič v šolo, kjer pa zaradi novih učiteljev niso smeli govoriti slovensko. Kmalu sta se domov vrnila oče ter Lojz in družino je zaskrbelo, da bodo očeta vpoklicali v vojsko, a so ga zaradi slabega vida zavrnili, zato si je poiskal dve službi, da bi preživljal družino. Ker so sčasoma privarčevali dovolj denarja, so si kupili tako želeno kravo. Nekega dne pa se je do njihove koče v kočiji pripeljal grofičin zdravnik in Miška prosil, da mu pomaga naloviti nekaj piškurjev. Ko se je Miško vrnil domov, je izvedel, da je med kotitvijo poginila njihova kravica s teletom vred. Vojna se je naposled končala, v mestu pa so se pojavile govorice o revoluciji, ki naj bi revnim ljudem dodelila zemljo, a se to ni zgodilo. Revolucije se je najbolj bal trgovec židovskega rodu s priimkom Reich. Skupaj s Kranjčevimi je skril svoje stvari, sam pa je s svojo družino pravočasno pobegnil. Ko se je vse skupaj umirilo, se je Lojz odločil, da se pridruži godbi. S prihodom boljševikov v mesto so objavili ustanovitev republike in oznanili, da bodo revnim ljudem priskrbeli zemljo. Po odhodu boljševikov je bila ustanovljena republika, reveži so dobili v najem malo zemlje, Kranjčevi pa so si lahko kupili tudi novo kravo. Miško je hodil v šolo, kjer so učili novi učitelji, njegovi starši pa so se odločili, da ga bodo poslali v šolo za duhovnike. Miškov stric pa je pripomnil, da se bo Mišku dobro godilo, oni pa bodo večno živeli v močvirju.

## Kritike, polemike, literarna zgodovina
»Kranjčev roman Mladost v močvirju je na splošno dober tekst, dasi je močno in neurejeno natrpan z dogodki in meditacijami. Ponekod je preveč razvlečen, često stilno neubran, je pa organsko dopolnilo vsem pisateljevim delom iz revnega Prekmurja in hkrati ponovno slovo od njegove močvirske mladosti« (Šifrer, 1968: 100)
»Ta roman o pisateljevi mladosti odkriva prvobitnost pisateljeve lirične narave, vrh tega realistično govori o prekmurskem siromaštvu, polanski revščini, simbolično pa o surovem življenju »kjer koli na zemeljski krogli«. To dragoceno umetniško delo je »ena sama psihologija siromaštva«.« (Mejak; Janež, 1992: 218)